# Romano Fenati
Romano Fenati (ur. 15 stycznia 1996 w Ascoli Piceno) – włoski motocyklista.

## Moto3
W sezonie 2012 Fenati podpisał kontrakt z Team Italia FMI, jego motocykl miał silnik Hondy oraz ramę od FTR. Podczas debiutu (Losail) udało mu się ukończyć wyścig na drugim miejscu, przegrywając tylko z Maverickiem Viñalesem, trzy tygodnie później na torze Jerez, odniósł swoje pierwsze zwycięstwo w karierze, wyprzedził wtedy Luisa Saloma o 36 sekund. Stając dwa razy z rzędu na podium w swoim debiutanckim sezonie rangi grand prix był pierwszym zawodnikiem od czasów Noboro Uedy, który tego dokonał.
Rok 2013 był zdecydowanie gorszy dla Fenatiego, najlepsza pozycja, jaką osiągnął Włoch to 5. miejsce w Japonii na torze Motegi. Gorsza dyspozycja Romano była spowodowana głównie zbyt dużą przewagą motocykli KTM nad Hondami. Na 2014 Fenati związał się umową z nowo utworzonym zespołem kategorii Moto3 Team Sky-VR46, jest to wspólny projekt 9-krotnego mistrza świata, Valentino Rossiego oraz telewizji Sky, celem ma być niesienie pomocy młodym, włoskim zawodnikom, którzy wchodzą do cyklu Motocyklowych Mistrzostw Świata. Partnerem #5 był, jak w poprzednim sezonie, Bagnaia, motocykle dostarczył KTM. Cztery razy wygrywał wyścigi, zajął piątą lokatę. Rok później uzbierał identyczną liczbę punktów jak w 2014 (176), lecz został sklasyfikowany na czwartym miejscu.

## Statystyki

### Sezony
| Sezon | Klasa | Motocykl  | Wyścigi | Zwycięstwa | Podium | PP | NO | Pkt | Poz. koń. |
| ----- | ----- | --------- | ------- | ---------- | ------ | -- | -- | --- | --------- |
| 2012  | Moto3 | FTR Honda | 17      | 1          | 4      | 0  | 2  | 136 | 6         |
| 2013  | Moto3 | FTR Honda | 17      | 0          | 0      | 0  | 0  | 73  | 10        |
| 2014  | Moto3 | KTM       | 18      | 4          | 6      | 0  | 3  | 176 | 5         |
| 2015  | Moto3 | KTM       | 18      | 1          | 3      | 1  | 1  | 176 | 4         |
| 2016  | Moto3 | KTM       | 5       | 1          | 2      | 1  | 1  | 67* | 3*        |
| Razem |       |           | 75      | 7          | 15     | 2  | 7  | 628 |           |

* – sezon w trakcie

### Starty
| Rok  | Klasa | Motocykl  | 1      | 2      | 3      | 4      | 5      | 6      | 7      | 8      | 9      | 10     | 11     | 12     | 13     | 14     | 15     | 16     | 17     | 18     | Poz. | Pkt. |
| ---- | ----- | --------- | ------ | ------ | ------ | ------ | ------ | ------ | ------ | ------ | ------ | ------ | ------ | ------ | ------ | ------ | ------ | ------ | ------ | ------ | ---- | ---- |
| 2012 | Moto3 | FTR Honda | QAT 2  | SPA 1  | POR NU | FRA NU | CAT 9  | GBR 7  | NED 12 | GER 24 | ITA 2  | IND 5  | CZE 8  | RSM 3  | ARA NU | JPN 10 | MAL 20 | AUS 6  | VAL 18 |        | 6    | 136  |
| 2013 | Moto3 | FTR Honda | QAT 15 | TEX NU | SPA 9  | FRA 7  | ITA NU | CAT 15 | NED 14 | GER 13 | IND 9  | CZE 18 | GBR 12 | RSM 10 | ARA 8  | MAL 9  | AUS 14 | JPN 5  | VAL 11 |        | 10   | 73   |
| 2014 | Moto3 | KTM       | QAT 12 | AME 2  | ARG 1  | SPA 1  | FRA NU | ITA 1  | CAT 5  | NED 18 | GER NU | IND 2  | CZE 11 | GBR 16 | RSM 11 | ARA 1  | JPN 7  | AUS NU | MAL NU | VAL 14 | 5    | 176  |
| 2015 | Moto3 | KTM       | QAT NU | AME 8  | ARG 8  | SPA 6  | FRA 1  | ITA 3  | CAT 8  | NED 5  | GER 4  | IND 4  | CZE 6  | GBR 12 | RSM 4  | ARA 3  | JPN 28 | AUS 6  | MAL 5  | VAL NU | 4    | 176  |
| 2016 | Moto3 | KTM       | QAT 4  | ARG 20 | AME 1  | ESP 7  | FRA 2  | ITA    | CAT    | NED    | GER    | AUT    | CZE    | GBR    | SMR    | ARA    | JPN    | MAL    | AUS    | VAL    | 3*   | 67*  |

* – sezon w trakcie